# Skruetvinge
En skruetvinge er et værktøj, der er i stand til at holde ting sammen, hvilket gøres ved at rotere et håndtag placeret i forlængelse af et gevind, således at de pinde, hvoraf den ene er placeret på gevindet, og den anden er placeret på det rummelige gevindleje, nærmes eller fjernes fra hverandre. På grund af det meget faste greb mellem gevindet og gevindlejet, er det svært at flytte de to pinde i forhold til hinanden på andre måder end ved at rotere håndtaget.

## Andre former
Førhen var skruetvinger fortrinsvis fremstillet af ved, sat sammen af en ramme med tre sider og i den ene side forsynet med et drejeligt håndtag med gevind, ligelede af træ.
Desuden fremstilles der faste skruetvinger, såkaldte C-tvinger, der ligner et stort C, og som ikke kan reguleres i "gabet".
En skruetvinge kan for det utrænede øje umiddelbart let forveksles med en såkaldt quick-grib (også kendt som trykklemmer).

## Ekstern Henvisning
- http://www.baskholm.dk/haandbog/haandbog.html Arkiveret 16. september 2008 hos  Wayback Machine